# Dan Meridor
Dan Meridor (hebrejsky: דן מרידור, * 23. dubna 1947) je izraelský politik a bývalý poslanec Knesetu za stranu Likud. V minulosti působil jako ministr financí a ministr spravedlnosti. Je dlouholetým členem Likudu a koncem 90. let byl jedním se zakladatelů strany Mifleget ha-merkaz (Strany středu). Po roce 2000 se vrátil do Likudu a v parlamentních volbách v roce 2009 byl zvolen poslancem Knesetu. V letech 2009 až 2013 řídil rezort zpravodajských služeb v druhé Netanjahuově vládě.

## Biografie
Dan Meridor se narodil v Jeruzalémě v době konce britského mandátu Palestina jako syn Elijahu Meridora, dlouholetého politického souputníka Menachema Begina, a politické aktivistky Ra'anany Meridor. Jeho bratrem je politik a diplomat Salaj Meridor. Po povinné vojenské službě v Izraelských obranných silách vystudoval Dan Meridor právo na Hebrejské univerzitě v Jeruzalémě a poté začal pracovat jako advokát.

### Politická kariéra
V letech 1982 až 1984 zastával funkci tajemníka strany Likud (za Begina a Jicchaka Šamira) a ve volbách v roce 1984 kandidoval za tuto stranu do Knesetu. Jako nový poslanec byl jmenován předsedou dvou legislativních podkomisí. V roce 1988 byl opětovně zvolen poslancem a v Šamirově vládě byl jmenován ministrem spravedlnosti a tento post zastával v letech 1988 až 1992. Poslanecký mandát obhájil i ve volbách v letech 1992 a 1996 a v roce 1996 byl jmenován ministrem financí ve vládě Benjamina Netanjahua.
Po řadě sporů s Netanjahuem opustil Meridor v červnu 1997 vládu. Jeho veřejná image v té době utrpěla na pověsti, když byl v populárním televizním pořadu „Harcufim“ přirovnávám k Hamletovi (za svou váhavost).
V roce 1998 se podílel, společně s několika dalšími členy Likudu a Strany práce, na založení politické strany Izrael ve středu, která později vešla ve známost jako Mifleget ha-Merkaz (Strana středu). Za tuto stranu byl v roce 1999 zvolen do Knesetu a byl jmenován předsedou komise pro zahraniční věci a obranu. Poté, co Ehuda Baraka vystřídal v roce 2001 v premiérském křesle Ariel Šaron, stal se Meridor ministrem bez portfeje.
O poslanecký mandát přišel ve volbách v roce 2003. Ještě za dob svého působení poslance působil jako pozorovatel Knesetu při Radě Evropy. Po opuštění Knesetu se stal mezinárodním předsedou Jeruzalémské nadace. Byl rovněž členem Winogradovy komise, která vyšetřovala izraelské operace během druhé libanonské války.
Před volbami do Knesetu v roce 2006 Meridor obdržel nabídky ze Strany práce a Jisra'el bejtenu, aby za tyto strany kandidoval. Meridor však doufal, že se dostane na kandidátní listinu strany Kadima. To však bylo zamítnuto syny Ariela Šarona – Giladem a Omrim. Meridor se později vrátil zpět do Likudu, za který byl ve volbách v únoru 2009 zvolen poslancem Knesetu. Následně v letech 2009 až 2013 zastával post ministra zpravodajských služeb v druhé Netanjahuově vládě.